# ویلا ریکا (کائوکا)
ویلا ریکا (انگلیسی: Villa Rica, Cauca) نام شهری در کشور کلمبیا است.